# 王子町 (苫小牧市)
王子町（おうじまち）は、北海道苫小牧市に存在する町名。郵便番号は053-0027。

## 人口と世帯
2017年（平成29年）3月末現在の王子町内全域での人口数は男415人、女385人、計800人であり、世帯数は315世帯である。

## 地理
王子町はJR苫小牧駅の南口側から南西側に位置する。同町の周辺では東に表町、南に錦町や大町、西に白金町と、苫小牧駅を挟んで北に木場町とそれぞれ接している。

## 交通

### 鉄道
- JR北海道室蘭本線の苫小牧駅が王子町の北東側に位置する（苫小牧駅は同町と表町にまたがって位置する）。ちなみに室蘭本線は王子町の北側に通っている。

### 道路
- 王子通（王子町内を通る道路）が東西に通っている他、南側に三条通も東西に通過している。

### バス
- バス路線では苫小牧駅から道南バス（主に新千歳空港方面や萩野線、日高沿岸線、平取・静内線など）、北海道中央バス（主に札幌方面および苫小牧西港フェリーターミナル方面「高速とまこまい号」）、あつまバス（主に苫小牧線の早来駅・厚真方面）が発着または経由する。王子町内にはその一部のバス路線が三条通沿いなどを通る。

## 施設など
- 王子製紙苫小牧工場
- 王子製紙新労働組合会館
- ローソン苫小牧王子町店
- ホテルルートイン苫小牧駅前
- 東横INN苫小牧駅前
- JR苫小牧駅
- 王子神社
- 苫小牧ふたば幼稚園